# Museu del Buda de Fo Guang Shan
El Museu del Buda de Fo Guang Shan (en xinès, 佛光山佛陀紀念館; en transcripció pinyin, Fóguāngshān Fótuó jìniànguǎn), anomenat anteriorment Centre Memorial del Buda, és un museu important que ensenya els valors culturals i religiosos del budisme Mahayana, situat a la ciutat Kaohsiung, districte de Dashu. Aquest museu està afiliat amb una de les organitzacions més grans de Taiwan, l'anomenada Fo Guang Shan, fundada pel mestre Hsing Yun. Fa 100 hectàrees i alberga una àmplia col·lecció d'art (relleus, pintures, i escultures)  i de relíquies budistes, destacant la relíquia dental del Buda Gautama, que va ser el fundador del budisme. Va obrir l'any 2011, i des d'aquell moment es va convertir en un lloc de pelegrinatge i un punt turístic clau en la regió.

### Història
La idea de crear el museu va sorgir l'any 1998, quan el mestre Hsing Yun, fundador del monestir Fo Guang Shan i líder destacat del budisme humanista va rebre la relíquia dental del Buda Gautama com a donació de l'abat budista de Sri Lanka. Aquesta relíquia de gran valor espiritual, va ser la força d'inspiració per a la construcció d'aquest espai per preservar i venera el llegat del budisme.
Es va construir darrere del monestir de Fo Guang Shan, per beneficiar-se del prestigi i la influència d'aquesta important organització budista, i perquè la zona té una gran accessibilitat respecte al transport, i per l'entorn natural.
La seva construcció va començar l'any 2003 i van participar arquitectes, artistes i budistes de tot el món, fins que finalment el museu va obrir el 25 de desembre de 2011 com un espai per preservar la cultura budista, acollir la relíquia dental i servir com a centre d'educació i diàleg intercultural. La seva construcció reflecteix el desig de Hsing Yun de promoure els valors universals del budisme, com ara la compassió, la saviesa i la pau.

### Espais
El museu combina elements de l'arquitectura tradicional budista, però amb un enfocament modern i monumental, i està compost de diversos espais: 
—Avinguda de les Vuit Pagodes
Un dels elements més destacats del museu és l'avinguda de les vuit pagodes, un camí flanquejat per vuit estructures tradicionals que simbolitzen els ensenyaments budistes. Cada pagoda està dissenyada amb un propòsit específic, representant diferents principis de la il·luminació i la pràctica budista.
—Pavelló Principal
La sala principal està construïda com una Stupa en forma de cúpula a l'estil indi. És l'edifici principal del complex i commemora Siddhartha Gautama, el primer mestre de tots els budistes. La part inferior és de gres groc, la part superior de granit gris. Un milió de còpies del Sutra del cor estan emmagatzemades a la torre del centre.
— El Santuari Avalokitesvara de Mont Potalaka
Està situat al capdavant del Pavelló Principal. El santuari conté l'estàtua d'Avalokitesvara amb mil braços i mil ulls, fet per l'artista contemporània, Loretta Yang. L'estàtua és de cinc metres d'alçada. Als dos costats davant d'Avalokitesvara hi ha Sudhana i la noia Naga. La part posterior de l'interior del santuari representa l'escrit del Capítol de la Porta Universal del Sutra de Lotus, i els costats tenen trenta-tres manifestacions del Bodhisattva Avalokitesvara.
—El Santuari del Buda Or
El santuari està situat de darrere del Santuari Avalokitesvara. És la llar de l'estàtua del Buda que és el regal de la família reial de Tailàndia per a Fo Guang Shan el 2004.
—El Santuari del Buda a Jade
Situat a la part posterior del passadís principal. Alberga l'estàtua de Buda estirat, esculpit en jade blanc birmà. L'estàtua simbolitza el passatger del Buda fins a Parinirvana. Consagrat al reliquiari a dalt de l'estàtua hi ha la relíquia dental del Buda Gautama. Les parets als dos costats adjacents tenen relleus colorits de jade de la Terra Pura Occidental Sukhavati del Buda Amitabha i la Terra Pura Oriental Vaidurya del Buda Medicina. Les parets als costats són els relleus d'Stupes i pagodes de sàndal que són esculpits en varietat de formes.
—El Museu de Palaus Enterrats
Galeria que exhibeix artefactes de diversos Palaus Enterrats, però predominantment del que van descobrir a baix del Temple Famen.
—El Museu de la Història de Fo Guang Shan
Galeria que mostra detalladament la història completa de Fo Guang Shan fins al 2011.
—Museu de la Vida del Buda
Aquest museu ensenya la vida del Buda Gautama des del seu naixement fins a la seva entrada a Parinirvana. La galeria també reprodueix dues pel·lícules curtes de quatre dimensions (4D) durant el dia de forma gratuïta. Una és La Vida del Buda i l'altra és La Làmpada de la Noia Pobre.
—El Museu de Festivals Budistes
Galeria que mostra diversos festivals que se celebren a Fo Guang Shan amb tecnologia interactiva.
—L'Auditori de Gran Il·luminació
Es troba al tercer pis. L'auditori multifunció pot acomodar dues mil persones. Al centre, hi ha una pantalla de 360 graus. L'escenari rodó al centre de la planta es pot girar perquè les audiències puguin mirar actuacions des de diverses direccions
—Els 48 Palaus Subterranis
Encara que no estiguin oberts al públic, Els 48 Palaus Subterranis serveixen com a càpsules del temps, estalviant memòries del budisme. Amb l'objectiu de preservar la cultura, la religió i l'estil de vida budista. Tenen artefactes variats recollits de gran valor històric, contemporani, i commemoratiu.

### Art
—Relleus
Relleus situats a les parets del passadís principal.
- 22 semirelleus dels actes de compassió i saviesa col·lectivament que són coneguts com Els Contes del Buda.

- L'Art i Contes Chan (Zen) són mostres del Cor Chan, pintades per Gao Er-tai i la seva esposa Pu Xiaoyu.

- Les Muralles de Protecció de la Vida van ser esculpides basades en la Sèrie de Protegit Vívides, pintats per Feng Zikai8 i la seva filla, Feng Yiyin.

- Relleus de jade al santuari del Buda Jade, que il·lustren la Terra Pura Occidental de l'Amitabha Buda i la Terra Pura Oriental del Buda Medicina.

- Relleus de fusta a les parets del Santuari del Buda Jade, que representen diversos estils d'stupas des de tot el món.

- Relleu del Camí Òctuple: Un conjunt de panells que il·lustren els principis del noble sender òctuple, el camí cap a la il·luminació.

- Relleu de les Jātakas: relleus que expliquen les històries de les vides passades del Buda, oferint lliçons de moral i virtut.

—Pintures
El museu acull una col·lecció de pintures que representen episodis clau de la vida del Buda Gautama, així com representacions dels bodhisattves i escenes simbòliques del samsara (cicle de la vida i la mort). Algunes pintures estan realitzades amb tècniques tradicionals asiàtiques, com la tinta i el pinzell sobre paper d'arròs, mentre que d'altres fan servir mitjans contemporanis.
- Murals de la Vida del Buda: Aquests murals il·lustren els esdeveniments significatius de la vida del Buda, des del seu naixement fins a la seva il·luminació i la seva parinirvana.

- Representacions dels Bodhisattvas: Aquestes obres destaquen figures com Avalokiteshvara (Guanyin) i Manjushri, amb èmfasi en la compassió i la saviesa.

—Escultures/Estàtues
El museu compta amb una àmplia gamma d'escultures que van des de figures monumentals fins a petites imatges votives.
- Estàtues dels Deu Deixebles: Escultures que representen els deixebles principals del Buda, destacant les seves característiques úniques i rols en la difusió del dharma.

- Figures dels Quatre Reis Celestials: Aquestes escultures estan col·locades a l'entrada principal del museu i simbolitzen la protecció dels ensenyaments budistes.

- Bodhisattvas i Deïtats: Escultures detallades de figures com Guanyin (bodhisattva de la compassió), fetes en materials com jade, bronze i fusta.

- L'estàtua d'Avalokitesvara de Mil Braços i Mil Ulls dins del Santuari Avalokitesvara va ser feta per l'artisa contemporana de vidre Loretta Yang.

- L'estàtua del Buda d'or és dins del Santuari del Buda de Jade i va ser regalat a Fo Guang Shan pel Patrarca Suprem de Tailàndia.

- L'Estàtua del Buda Ajagut dins del Santuari del Buda de Jade va ser esculpit de jade blanc de Burma. El Buda Fo Guang